# 설봉서원
설봉서원은 대한민국 경기도 이천시 관고동에 있다. 2007년 9월 20일 이천시의 향토유적 제18호로 지정되었다.
설봉서원은 설봉공원에 위치해 있다.

## 갤러리

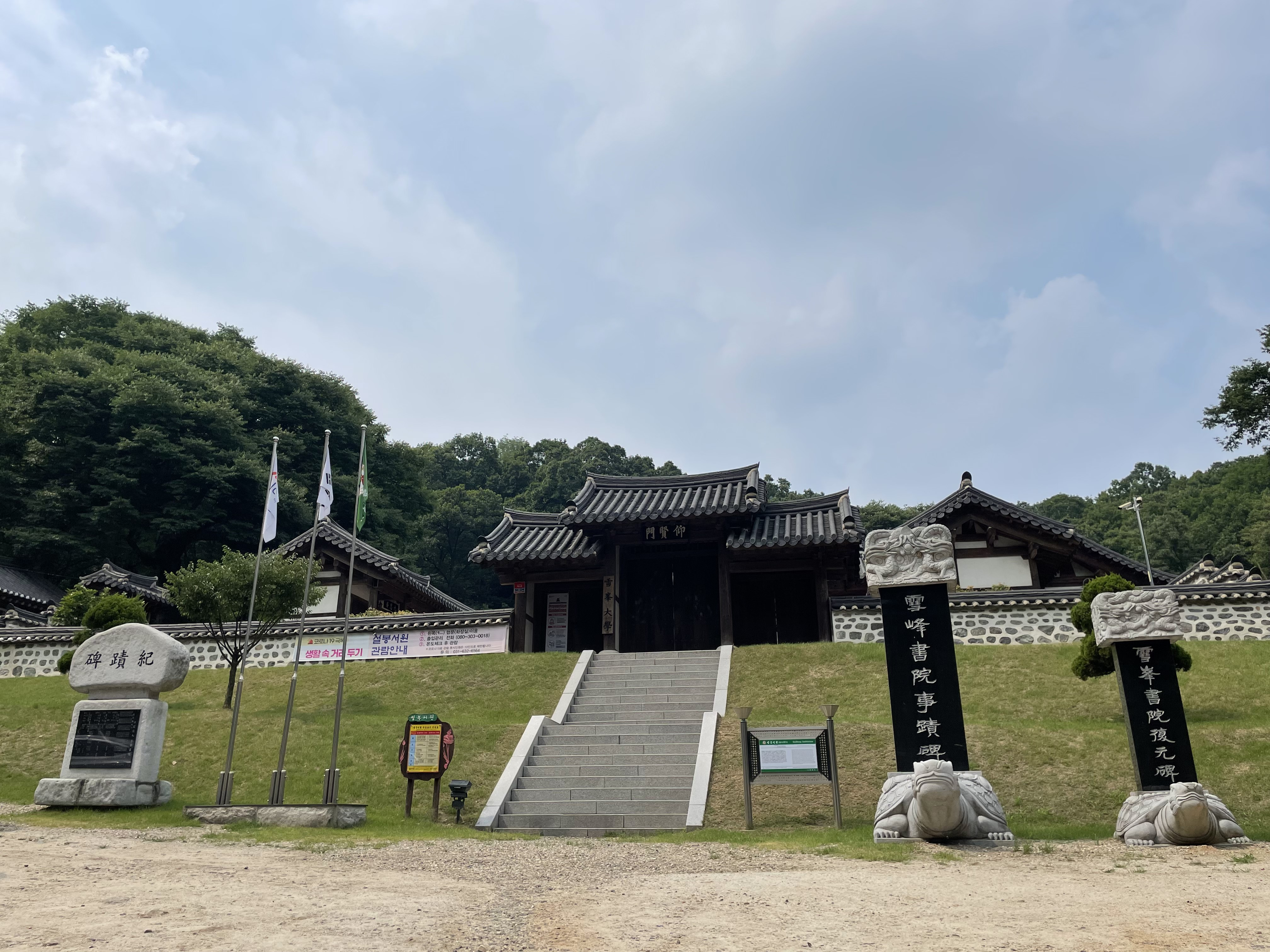
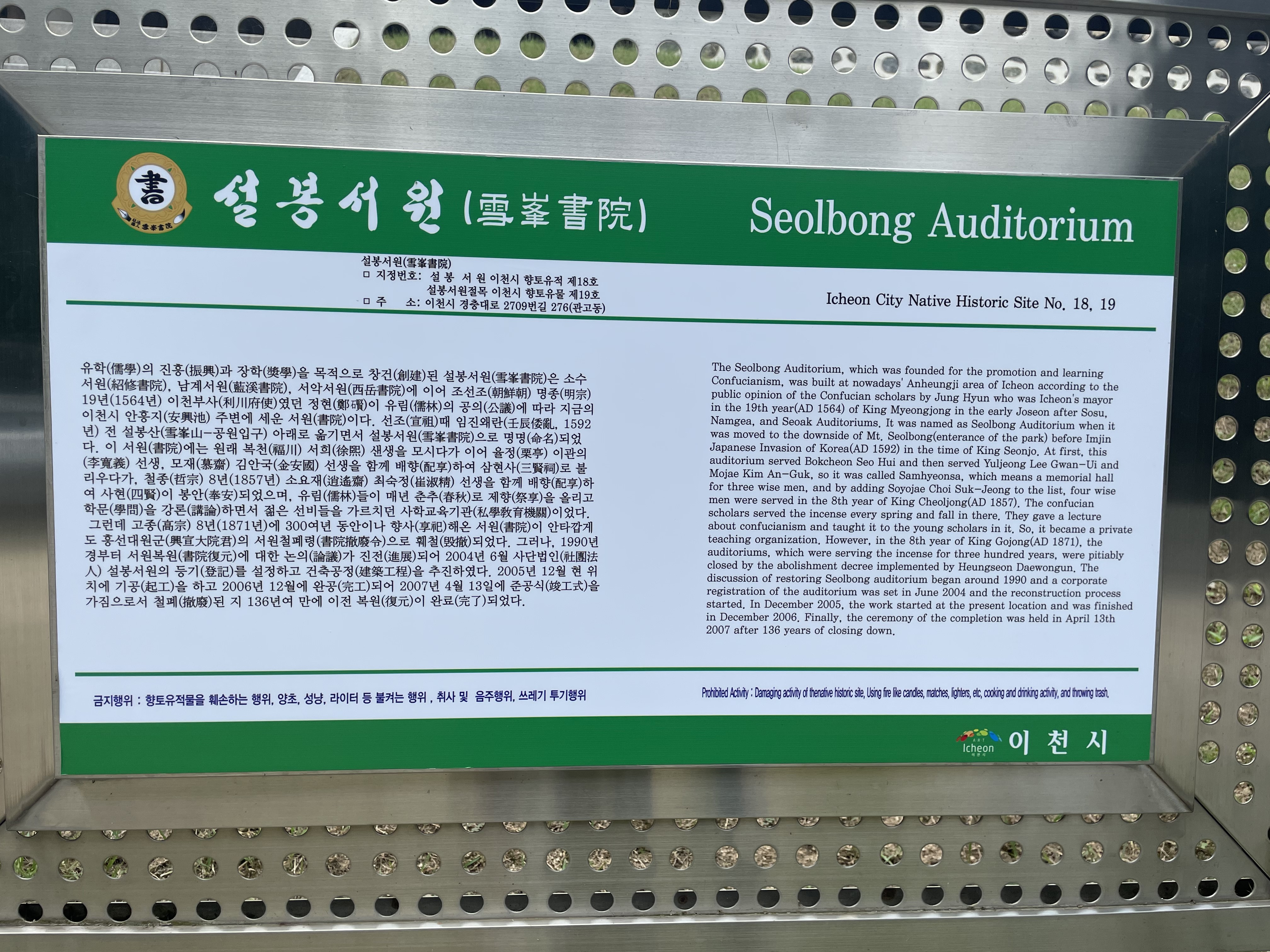
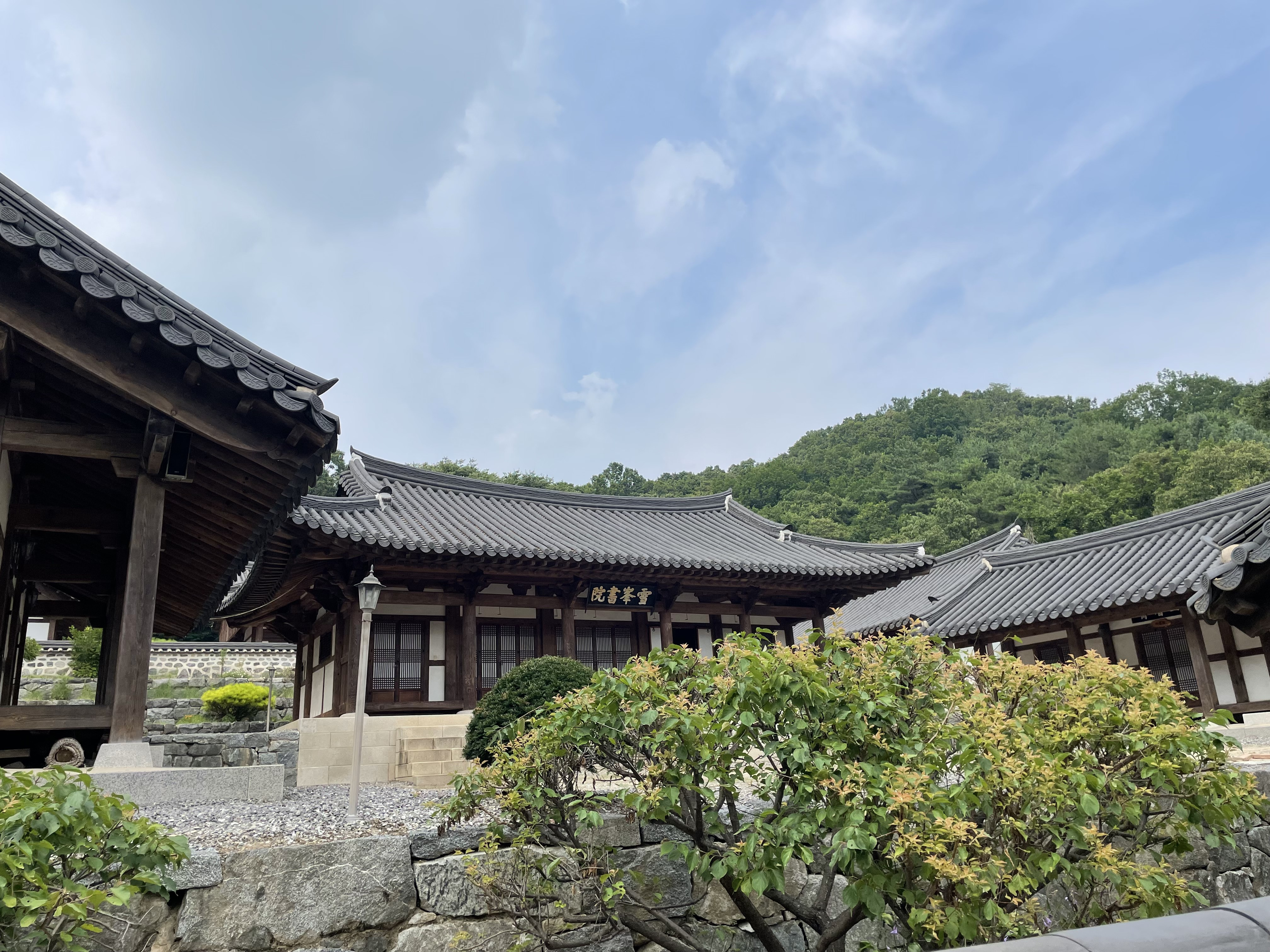